# Jamesonia osteniana
Jamesonia osteniana là một loài thực vật có mạch trong họ Adiantaceae. Loài này được (Dutra) G.J. Gastony mô tả khoa học đầu tiên năm 2003.